# Betrayed by Beauty
Betrayed by Beauty ist ein US-amerikanischer Pornofilm der Produktionsgesellschaft Vivid Entertainment Group mit Raylene in der Hauptrolle.

## Handlung
Der Film handelt von einem Mann (Dale DaBone), der Probleme mit der Vergangenheit seiner Freundin (Raylene) als Pornodarstellerin hat. Es stellt sich heraus, dass diese immer noch in der Branche involviert ist und ihn bei jeder Gelegenheit betrügt. Er lässt seine Wut darüber mit Merisia aus (Nikita Denise). 

## Auszeichnungen
- 2003: AVN Award „Best Actor – Video“ (Dale Dabone)